# Рекиста (кантон)
Рекиста́ (фр. Réquista) — кантон во Франции, находится в регионе Юг — Пиренеи, департамент Аверон. Входит в состав округа Родез.
Код INSEE кантона — 1225. Всего в кантон Рекиста входят 7 коммун, из них главной коммуной является Рекиста.

## Коммуны кантона
| Коммуна         | Население, чел. (2006) | Почтовый индекс | Код INSEE |
| --------------- | ---------------------- | --------------- | --------- |
| Дюранк          | 607                    | 12170           | 12092     |
| Коннак          | 122                    | 12170           | 12075     |
| Ла-Сельв        | 713                    | 12170           | 12267     |
| Ледерг          | 683                    | 12170           | 12127     |
| Рекиста         | 2 060                  | 12170           | 12197     |
| Рюллак-Сен-Сирк | 407                    | 12120           | 12207     |
| Сен-Жан-Дельну  | 390                    | 12170           | 12230     |

## Население
Население кантона на 2006 год составляло 4 997 человек.
| 1962  | 1968  | 1975  | 1982  | 1990  | 1999  | 2006  | 2007 |
| ----- | ----- | ----- | ----- | ----- | ----- | ----- | ---- |
| 6 404 | 6 920 | 6 478 | 6 085 | 5 491 | 4 982 | 4 997 | —    |